# قصر امارات
قصر امارات (انگلیسی: Emirates Palace) یک هتل لوکس در ابوظبی، امارات متحده عربی است.
این هتل در سال ۲۰۰۵ تأسیس شده اما رستوران‌های آن در سال ۲۰۰۶ به بهره‌برداری رسیده است، هتل قصر امارات متعلق به دولت ابوظبی می‌باشد و مدیریت آن در اختیار مجموعه هتل‌های کمپینسکی است، هزینه ساخت این هتل ۱٫۹ میلیارد پوند برابر با ۱۱٫۰۲ درهم امارات یا در حدود ۳ میلیارد دلار آمریکا می‌باشد و پس از مارینا بی سندز گران‌ترین هتل در جهان است.
قصر امارات شامل ۳۹۴ مرکز اقامتی است که دارای ۳۰۲ اتاق می‌باشد و مابقی آن سوئیت است. از دیگر امکانات این هتل سالن اجتماعات با ظرفیت ۱۱۰۰ نفر و ۴۰ اتاق مخصوص جلسات، زمین‌های تنیس، دو مجموعه آبی، استخر روباز، زمین‌های کریکت، راگبی و فوتبال است.